# Stephen Ormsby
Stephen Ormsby (* 1759 im County Sligo, Irland; † 1844 bei Louisville, Kentucky) war ein US-amerikanischer Politiker. Zwischen 1811 und 1817 vertrat er den Bundesstaat Kentucky im US-Repräsentantenhaus.

## Werdegang
Das genaue Geburtsdatum von Stephen Ormsby ist unbekannt. Noch in seiner Kindheit kam er aus seiner irischen Heimat nach Philadelphia in Pennsylvania. Dort erhielt er eine gute Grundschulausbildung. Nach einem anschließenden Jurastudium und seiner 1786 erfolgten Zulassung als Rechtsanwalt begann er in Danville in diesem Beruf zu arbeiten. 1787 war er stellvertretender Bezirksstaatsanwalt im Jefferson County. Im Jahr 1790 nahm er als Brigadegeneral der Miliz an einem Indianerfeldzug teil. 1791 wurde er Bezirksrichter im Jefferson County; von 1802 bis 1810 war er erneut als Richter tätig.
Politisch war Ormsby Mitglied der von Thomas Jefferson gegründeten Demokratisch-Republikanischen Partei. Im Jahr 1796 war er Wahlmann bei den Präsidentschaftswahlen. Bei den Kongresswahlen des Jahres 1810 wurde er im dritten Wahlbezirk von Kentucky in das US-Repräsentantenhaus in Washington, D.C. gewählt, wo er am 4. März 1811 die Nachfolge von Henry Crist antrat. Bei den folgenden Kongresswahlen verlor er in seinem Wahlkreis gegen Richard Mentor Johnson. Nach dem Tod des im neugeschaffenen achten Distrikt gewählten Kandidaten John Simpson, der noch vor Beginn der Legislaturperiode verstorben war, wurde Ormsby bei der fälligen Nachwahl zum ersten Kongressabgeordneten für diesen Bezirk gewählt. Am 20. April 1813 konnte er sein neues Mandat antreten. Nach einer Wiederwahl im Jahr 1814 verblieb er bis zum 3. März 1817 im Kongress. In seine Zeit im US-Repräsentantenhaus fiel der Britisch-Amerikanische Krieg.
Bei den Wahlen des Jahres 1816 verlor Ormsby gegen Richard Clough Anderson. Im Jahr 1817 wurde er zum Leiter der Niederlassung der Second Bank of the United States in Louisville ernannt. Dort ist er im Jahr 1844 auch verstorben.